# Phytoecia virgula
Phytoecia virgula је врста инсекта из реда тврдокрилаца (Coleoptera) и породице стрижибуба (Cerambycidae). Сврстана је у потпородицу Lamiinae.

## Распрострањеност
Врста је распрострањена на подручју Европе, Кавказа, Мале Азије, Казахстана, Русије и Блиског истока. У Србији се среће спорадично.

## Опис
Тело је црне боје, пронотум је код мужјака цилиндричан а код женке благо кугласт. На средини пронотума има црвену пегу која је округла или овална и ближе предњем делу. Понекад је пега у потпуности редукована. Код сличне врсте Phytoecia pustulata пега је више издужена и пружа се средином пронотума. Дужина тела је од 6 до 12 mm.

## Биологија
Животни циклус траје годину дана. Ларве се развијају у стабљикама биљке домаћина, а адулти се налазе на стабљикама и лишћу. Као биљка домаћин јављају се следеће врсте: хајдучица (Achillea spp.), пелин (Artemisia spp.), шаргарепа (Daucus spp.) и друге. Одрасле јединке се срећу од априла до јула.

## Галерија
- одрасла јединка
- одрасла јединка

## Синоними
- Saperda virgula Charpentier, 1825